# Grafschaft Montfort-l’Amaury
Die Herrschaft und spätere Grafschaft Montfort(-l’Amaury) um den Hauptort Montfort-l’Amaury bestand mindestens seit dem Beginn des 11. Jahrhunderts. Sie lag im heutigen Département Yvelines in der Region Île-de-France.

## Die Grafschaft im Mittelalter
Die Herren und Grafen von Montfort traten im Mittelalter mehrfach in Erscheinung. Die bekanntesten unter ihnen sind Simon IV. de Montfort († 1218), der Anführer des Albigenserkreuzzugs, und dessen Sohn Simon V. de Montfort († 1265), der sich anfangs siegreich gegen den englischen König Heinrich III. erhob und es bis zum Regenten des Landes brachte.
Nachdem die Grafschaft durch Erbschaft an die Herzöge der Bretagne aus der kapetingischen Seitenlinie Dreux gegangen war, traten die Grafen von Montfort im Bretonischen Erbfolgekrieg (1341–1364) noch einmal hervor: in der Auseinandersetzung um die Nachfolge Herzog Johanns III. zwischen dem Grafen von Penthièvre und dem Grafen von Montfort, Brüder des verstorbenen Herzogs bzw. deren Nachkommen, blieben die jüngeren Montfort siegreich und stellten von 1341 – mit einer Unterbrechung von 1345 bis 1364 – die letzte Herzogsdynastie, bevor die Bretagne mit Anne de Bretagne und ihrer Tochter Claude de France in das Königreich Frankreich integriert wurde.

## Die Grafschaft nach dem Anschluss der Bretagne an Frankreich
Nach dem Anschluss der Bretagne an Frankreich wurde die Grafschaft ein Teil der Krondomäne, und somit war der König von Frankreich auch Graf von Montfort l’Amaury.
Mit königlicher Urkunde vom November 1667, registriert am 16. März 1668, erlaubte Ludwig XIV. dem Charles Honoré, Marquis d’Albert, duc de Chevreuse und seinen Nachkommen, den Titel und Namen eines „comte de Montfort l’Amaury“ zu führen.
Um die Domaine von Versailles zu vergrößern, machte Ludwig XIV. im Februar 1692 mit demselben Charles Honoré d’Albert, duc de Luynes und duc de Chevreuse sowie Pair von Frankreich, einen Austausch, indem er ihm die Grafschaft Montfort l’Amaury mit der dazugehörigen Herrschaft gegen einen Großteil von Ländereien des Herzogtums Chevreuse übertrug.
Seitdem führt das heute noch existierende Haus Albert neben seinen anderen Titeln auch den Titel eines Comte de Montfort l’Amaury.

## Herren und Grafen von Montfort-l’Amaury

### Haus Montfort

Wappen der Herren von Montfort

- Amalrich (Amaury) I., 1022/1052 bezeugt
- Simon I. († wohl 1087), dessen Sohn, Herr von Montfort, ⚭ Agnes von Évreux, Tochter des Grafen Richard – deren Tochter ist Bertrada von Montfort, die Ehefrau von Fulko IV., Graf von Anjou, und zweite Ehefrau des Königs Philipp I.
- Amalrich II. († wohl 1089), dessen Sohn
- Wilhelm († 1102), dessen Bruder, Bischof von Paris
- Richard († wohl 1092), dessen Bruder
- Simon II. († nach 1104) dessen Bruder
- Amalrich III. († 1137), dessen Bruder, Graf von Evreux, Herr von Montfort
- Amalrich IV. († 1140), dessen Sohn, Graf von Evreux, Herr von Montfort
- Simon III. der Kahle († 1181), dessen Bruder, Graf von Evreux und Rochefort, Herr von Montfort
  - Amalrich V. († 1182) dessen Sohn, Graf von Evreux
  - Amalrich VI. († vor 1213), dessen Sohn, 1191–1200 Graf von Evreux, 1200–1210 Earl of Gloucester
- Simon IV. († 1188), Sohn Simons III., Graf von Rochefort, Graf von Montfort,
- Simon V. (Simon IV.) († 1218), dessen Sohn, Herr von Montfort und Rochefort, um 1205 5. Earl of Leicester, Vizegraf von Béziers und Carcassonne, Herzog von Narbonne, Graf von Toulouse,
- Amalrich VII. (1195–1241), dessen Sohn, Herzog von Narbonne, Graf von Toulouse, Vizegraf von Béziers und Carcassonne, 1218 Herr von Montfort, 1223 Graf von Montfort, Connétable von Frankreich
  - Simon VI. (Simon V.) († 1265) dessen Bruder, Lord High Steward von England, 6. Earl of Leicester, Regent von England
- Johann I. († 1249) Graf von Montfort
- Beatrix Gräfin von Montfort, ⚭ Robert IV. Graf von Dreux († 1282)
- Jolantha; Tochter von Robert und Beatrix, Erbin von Montfort, ⚭ Arthur II. Herzog von Bretagne 1305–1312, 1311 Graf von Montfort

### Haus Frankreich-Dreux(Kapetinger)
- Arthur II. Herzog der Bretagne 1305–1312, 1311 Graf von Montfort-l’Amaury (de iure uxoris), ⚭ Yolande, Erbin von Montfort-l’Amaury, Tochter von Graf Robert IV. von Dreux und Beatrix, Erbin von Montfort-l’Amaury
- Johann IV., Sohn von Arthur und Jolantha, Graf von Montfort-l’Amaury 1322, Herzog der Bretagne 1341–1345
- Johann V., Sohn Johanns IV., Graf von Montfort-l’Amaury, 1364–1399 Herzog der Bretagne
- Johann VI., Sohn Johanns V., Herzog der Bretagne und Graf von Montfort-l’Amaury 1399–1442
- Franz I., Sohn Johanns VI., Herzog der Bretagne und Graf von Montfort-l’Amaury 1442–1450
- Peter II., Bruder Franz’ I., Herzog der Bretagne und Graf von Montfort-l’Amaury 1450–1457
- Arthur III., Bruder Johanns VI., Herzog der Bretagne und Graf von Montfort-l’Amaury 1457–1458
- Franz II., Neffe Arthurs III., Herzog der Bretagne und Graf von Montfort-l’Amaury 1458–1488
- Franz, Sohn Franz’ II., Graf von Montfort-l’Amaury 1463–1463
- Anne de Bretagne, Erbin der Bretagne und von Montfort-l’Amaury, ⚭ 1) Karl VIII. und ⚭ 2) Ludwig XII., Könige von Frankreich